# Dick Johnson
Pour les articles homonymes, voir Johnson.
Richard "Dick" Johnson, né le 26 avril 1945, est un ancien pilote de course australien, copropriétaire de l'équipe V8 Supercar Dick Johnson Racing.

## Biographie
En tant que pilote, il a été cinq fois champion d'Australie de voitures de tourisme et trois fois vainqueur du Bathurst 1000. En 2008, Johnson a remporté plus de vingt prix et distinctions, y compris le V8 Supercars Hall of Fame dans lequel il a été intronisé en 2001.
Il est le père du pilote de course Steven Johnson.

## Honneurs
En 2009, dans le cadre des célébrations du Q150, Dick Johnson a été annoncé comme l'une des icônes Q150 du Queensland pour son rôle de « légende du sport ».

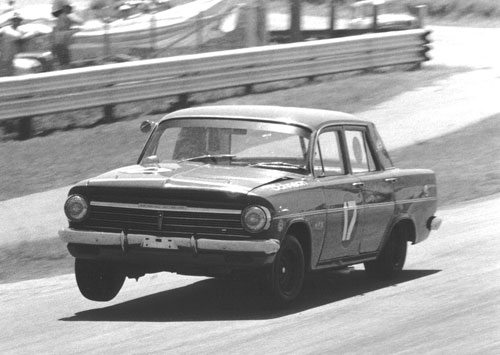
Dick Johnson dans le Holden EH à Lakeside en novembre 1969.

## Carrière
| Saison | Série                                 | Position | Voiture                   | Team                            |
| ------ | ------------------------------------- | -------- | ------------------------- | ------------------------------- |
| 1970   | Australian Touring Car Championship   | 16e      | Holden LC Torana GTR      |                                 |
| 1971   | Australian Touring Car Championship   | 13e      | Holden LC Torana GTR XU-1 |                                 |
| 1972   | Australian Touring Car Championship   | 7e       | Holden LJ Torana GTR XU-1 | Dick Johnson                    |
| 1973   | Australian Touring Car Championship   | 42e      | Holden LJ Torana GTR XU-1 | Holden Dealer Team              |
| 1974   | Australian Touring Car Championship   | 13e      | Holden LJ Torana GTR XU-1 |                                 |
| 1975   | Australian Touring Car Championship   | 23e      | Holden LJ Torana GTR XU-1 |                                 |
| 1976   | Australian Touring Car Championship   | 28e      | Holden LJ Torana GTR XU-1 |                                 |
| 1977   | Australian Touring Car Championship   | 22e      | Ford XB Falcon GT         | Bryan Byrt Ford                 |
| 1977   | Australian Sports Sedan Championship  | 10e      | Ford XB Falcon GT         | Dick Johnson                    |
| 1978   | Australian Touring Car Championship   | 10e      | Ford XC Falcon GS500      | Bryan Byrt Ford                 |
| 1979   | Australian Touring Car Championship   | 29e      | Ford XC Falcon Cobra      | Bryan Byrt Ford                 |
| 1981   | Australian Touring Car Championship   | 1er      | Ford XD Falcon            | Palmer Tube Mills               |
| 1982   | Australian Touring Car Championship   | 1er      | Ford XD Falcon            | Palmer Tube Mills               |
| 1982   | Australian Endurance Championship     | 6e       | Ford XE Falcon            | Palmer Tube Mills               |
| 1983   | Australian Touring Car Championship   | 6e       | Ford XE Falcon            | Palmer Tube Mills               |
| 1983   | Better Brakes AMSCAR Series           | 11e      | Ford XE Falcon            | Palmer Tube Mills               |
| 1983   | Australian Endurance Championship     | 11e      | Ford XE Falcon            | Palmer Tube Mills               |
| 1984   | Australian Touring Car Championship   | 1er      | Ford XE Falcon            | Palmer Tube Mills               |
| 1984   | Australian Endurance Championship     | NC       | Ford XE Falcon            | Palmer Tube Mills               |
| 1984   | World Sportscar Championship          | NC       | Chevrolet Monza           | Re-Car Racing                   |
| 1985   | Australian Touring Car Championship   | 2e       | Ford Mustang GT           | Palmer Tube Mills               |
| 1985   | Australian Endurance Championship     | 8e       | Ford Mustang GT           | Palmer Tube Mills               |
| 1986   | Australian Touring Car Championship   | 6e       | Ford Mustang GT           | Palmer Tube Mills               |
| 1986   | Australian Endurance Championship     | 14e      | Ford Mustang GT           | Palmer Tube Mills               |
| 1987   | Australian Touring Car Championship   | 6e       | Ford Sierra RS Cosworth   | Shell Ultra Hi-Tech Racing Team |
| 1988   | Australian Touring Car Championship   | 1er      | Ford Sierra RS500         | Shell Ultra Hi Racing           |
| 1988   | European Touring Car Championship     | NC       | Ford Sierra RS500         | Redkote Racing                  |
| 1988   | Asia-Pacific Touring Car Championship | NC       | Ford Sierra RS500         | Shell Ultra Hi Racing           |
| 1988   | World Sportscar Championship          | NC       | Veskanda Chevrolet        | Bernie van Elsen                |
| 1989   | Australian Touring Car Championship   | 1er      | Ford Sierra RS500         | Shell Ultra Hi Racing           |
| 1989   | NASCAR Cup Series                     | 47e      | Ford Thunderbird          | Dick Johnson Racing             |
| 1990   | Australian Touring Car Championship   | 4e       | Ford Sierra RS500         | Shell Ultra Hi Racing           |
| 1990   | NASCAR Winston Cup Series             | 63e      | Ford Thunderbird          | Dick Johnson Racing             |
| 1990   | Australian Endurance Championship     | NC       | Ford Sierra RS500         | Shell Ultra Hi Racing           |
| 1991   | Australian Touring Car Championship   | 8e       | Ford Sierra RS500         | Shell Ultra Hi Racing           |
| 1991   | Australian Endurance Championship     | NC       | Ford Sierra RS500         | Shell Ultra Hi Racing           |
| 1992   | Australian Touring Car Championship   | 8e       | Ford Sierra RS500         | Shell Ultra Hi Racing           |
| 1993   | Australian Touring Car Championship   | 5e       | Ford EB Falcon            | Shell Racing                    |
| 1994   | Australian Touring Car Championship   | 8e       | Ford EB Falcon            | Shell FAI Racing                |
| 1995   | Australian Touring Car Championship   | 7e       | Ford EF Falcon            | Shell FAI Racing                |
| 1995   | Australian GT Production Car Series   | 12e      | Mazda RX-7 SP             |                                 |
| 1996   | Australian Touring Car Championship   | 10e      | Ford EF Falcon            | Shell FAI Racing                |
| 1996   | Mobil New Zealand Sprints             | 5e       | Ford EF Falcon            | Shell FAI Racing                |
| 1997   | Australian Touring Car Championship   | 7e       | Ford EL Falcon            | Shell Helix Racing              |
| 1998   | Australian Touring Car Championship   | 10e      | Ford EL Falcon            | Shell Helix Racing              |
| 1999   | V8 Supercar Championship Series       | 10e      | Ford AU Falcon            | Shell Helix Racing              |